# 運転補助装置
運転補助装置（うんてんほじょそうち）とは、身体障害者（上肢もしくは下肢障害および複合、半身まひなどを含む）が車両を運転する場合に、運転操作を補助する目的で装備される装置および設備である。この装置を装備した車両は福祉改造車両のひとつとなる。地方運輸局にて構造等変更検査を受けず車検証記載内容と異なる自動車改造をおこなった場合、不正改造車となり保安基準違反となる。陸運局への申請は必須である。また、新たに身体の障害を理由に運転免許証に制限がつけられた障害者が、補助装置装備車両で運転するためには、新たに免許を取得しなくてはならない。装置の設置には助成金が下りる場合があるが、補助を受けるためには前出の制限付き運転免許が必要（改造した自車を持ち込んでの運転免許取得をする障害者も多く、この場合、補助を受けて改造できないことになり矛盾する）な場合もある。

## さまざまな補助装置
おもに以下の種類がある。
- 下肢障害用

ブレーキやアクセルなどのペダル操作を手で行えるようにした装置が設置される。本来のペダルの位置からワイヤーやシャフトを伸ばし、手元に設置された操作レバーでペダル操作を行う。
片方の腕は上記操作に専念しているため、ハンドル操作は片手で行うことになるため、ハンドルにはドアノブのようなグリップを設置する。
同じ理由で、ウインカーやライト、ワイパーなどのスイッチ類も上記レバーの近辺に集約して設置される。
- 上肢障害用

自転車のペダル状の装置が足元に設置され、ペダルをクルクルと回すことでハンドルが切られる。
アクセルとブレーキは通常の物に近いが、シフトレバーの操作はブレーキを踏んだまま行うので、ブレーキロックというレバーも設置されている。
ウインカーや、ライト、ワイパーのみならず、パワーウインドウやパワーミラー、オーディオ、空調などすべてが足での操作になるため、スイッチボックスのように集約されているものもある。
シートベルトはドアを閉めると自動で掛かる仕組みが取り入れられている。
- 右（もしくは左）半身まひ障害用

上記、上肢・下肢障害用を組み合わせ、健常側に集約させた形となる。
- 筋力低下障害および四肢欠損障害用

ジョイスティック、レバー、ダイアル（パチンコ台のダイアルのような小さなグリップ）などでアクセルとブレーキ、ハンドルを電動モーターにより制御するもの。

## そのほかの装置
- 下肢障害ドライバーにとって車への乗りこみも大変であり、ドアをいっぱいに開けて（このためには障害者用駐車スペースも不可欠である）、車いすをぎりぎりまで近づけても、車いすと運転席に距離が空いてしまう。そこで、バスの補助いすのような折り畳み式のボードがせり出すものがある。
- 車いすと運転席の座面高が違いすぎる場合も同様で、そのためのリフト装置も市販されている。
- 下肢障害ドライバーの悩みは運転操作もさることながら、運転席に乗り込んだあとの車いすの車両への収納も悩みの種である。下肢にのみ障害があり、上腕の筋力が十分あれば、運転席に乗り込んだあと、助手席や後部席へ車いすを乗せる者もいるが、上腕の筋力が十分にない場合、この方法はままならない。そこで、下記のような方法がとられている。

健常者に付き添ってもらう（好きな時間にドライブとはいかなくなるが）。
収納式の折り畳みクレーン（市販されている）などで後部荷室に収納し、運転席まで歩行（短距離でも歩行ができれば可能）。
後部座席を乗車用とせず、レールなどを設置、電動により車いすを収納する装置を使用（乗車定員が減ってしまうが、市販装置も増えてきている）。
ウインチ付の収納ボックス（スキー用のものを想像するとわかりやすい）により、車両の屋根の上に収納（車高の高い車両では、立体駐車場などの利用が不可となる）。

## おもなメーカーとシリーズ名
- トヨタ自動車 - フレンドマチック（車いす乗降装置、収納装置などを装備している車両を販売。装置自体は専門メーカー（(有)フジオート・(株)ミクニライフ&オート等）が作っている）
- 本田技研工業 - テックマチックシステム（下肢障害、片上肢まひ）、フランツシステム（上肢障害）
- ダイハツ工業 - フレンドシップシリーズ（フジオートの装置を使用）
- フジオート
- ミクニライフ&オート 旧ニッシン自動車工業 - ミクニの子会社

## 自動運転技術へ
人間による運転を補助するための装置ではなく、自動車の運転自体に人間がかかわることなくコンピュータ制御で完全に自動化する自動運転技術の開発が進んでおり、これにより障害者や高齢者もより利便性の高い移動手段が可能になるとされている。